# Lorenzo (Texas)

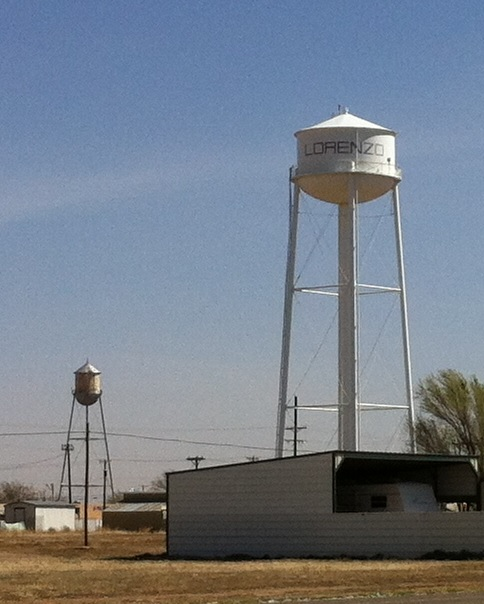
Torres de agua

Lorenzo es una ciudad ubicada en el condado de Crosby en el estado estadounidense de Texas. En el Censo de 2010 tenía una población de 1.147 habitantes y una densidad poblacional de 464,21 personas por km².

## Geografía
Lorenzo se encuentra ubicada en las coordenadas 33°40′13″N 101°32′10″O / 33.67028, -101.53611. Según la Oficina del Censo de los Estados Unidos, Lorenzo tiene una superficie total de 2.47 km², de la cual 2.47 km² corresponden a tierra firme y (0%) 0 km² es agua.

## Demografía
Según el censo de 2010, había 1.147 personas residiendo en Lorenzo. La densidad de población era de 464,21 hab./km². De los 1.147 habitantes, Lorenzo estaba compuesto por el 75.5% blancos, el 5.49% eran afroamericanos, el 0.7% eran amerindios, el 0% eran asiáticos, el 0% eran isleños del Pacífico, el 16.74% eran de otras razas y el 1.57% pertenecían a dos o más razas. Del total de la población el 59.02% eran hispanos o latinos de cualquier raza.